# Gaius Iulius Iulianus
Gaius Iulius Iulianus (vollständige Namensform Gaius Iulius Gai filius Palatina Iulianus) war ein im 2. Jahrhundert n. Chr. lebender Angehöriger des römischen Ritterstandes (Eques), der in den Senatorenstand aufstieg.
Durch eine Inschrift, die in Centumcellae gefunden wurde, sind einzelne Stationen seiner Laufbahn bekannt, die er in der ersten Hälfte des 2. Jahrhunderts absolvierte. Iulianus war in der Tribus Palatina eingeschrieben. Aus der Inschrift geht hervor, dass er durch Hadrian in den Senat aufgenommen wurde (adlecto a divo Hadriano inter aedilicios) und dass er bis zu seinem Konsulat unter anderem Praetor sowie Quaestor in der Provinz Baetica war.
Durch einen Papyrus in griechischer Sprache, der auf den 2. Oktober 150 und durch ein Militärdiplom, das auf den 19. November 150 datiert ist, ist belegt, dass Iulianus 150 zusammen mit Gaius Curtius Iustus Suffektkonsul war; die beiden übten dieses Amt daher mindestens von Oktober bis November aus.

## Namen der Konsuln
Die Namen der beiden Konsuln sind in dem Papyrus als Γαιω Κουρτιω Ιουςτω Πουπλιω Ιουλιω Ναυτωνε (Gaio Curtio Iusto Publio Iulio Nautone) angegeben. Der Name des Gaius Curtius Iustus ist korrekt angegeben, aber ein Publius Iulius Nauto ist laut Roger S. O. Tomlin, John Pearce nicht bekannt; daher handelt es sich wohl um einen Fehler des Schreibers bei der Erstellung des Dokuments, der vermutlich mit der lateinischen Kursivschrift nicht vertraut war.

## Datierung
Die Inschrift wird bei der Epigraphik-Datenbank Clauss-Slaby auf 138/143 datiert.